# يوروفيزشن (شبكة)
يوروفيزشن، التي تأسست عام 1954 في جنيف ، سويسرا ، هي شبكة تلفزيون جزء من اتحاد البث الأوروبي .
تم إنشاء يوروفيزشن لغرض تبادل البرامج التلفزيونية ، وبالتالي ، لقطات الأخبار التلفزيونية (عبر تبادل الأخبار اليومية يوروفيزشن - EVN). تم أول إرسال رسمي لـ يوروفيزشن في 6 يونيو 1954. أظهر مهرجان النرجس في مونترو بسويسرا. 
لديها نظير راديو ، يوروفيزشن ، داخل نفس اتحاد البث الأوروبي.

## روابط خارجية
- الموقع الرسمي
- قائمة الأعضاء النشطين في Eurovision
- ولادة يوروفيجن (باللغة الفرنسية)
- يوروفيجن الرياضية بث مباشر